# Ichikawa, Hyōgo

Ichikawa (市川町 Ichikawa-chō?) este un oraș în Japonia, în districtul Kanzaki al prefecturii Hyōgo.